# 耳取遺跡
耳取遺跡（みみとりいせき）は、新潟県見附市熱田町にある縄文時代の環状集落の遺跡。2015年（平成27年）10月7日に国の史跡に指定され、2018年（平成30年）2月13日に指定区域が追加された。

## 位置・概要
見附市街地の南方約2キロ、通称耳取山と呼ばれる標高70から77メートルの丘陵頂部に5万平方メートルほどの平坦地があり、ここに縄文時代の集落跡がある。遺跡の存在自体は明治時代から知られていたが、1967年（昭和42年）に初めての学術的な発掘調査が実施され、縄文時代中期から晩期に至る集落遺跡であることが確認された。その後、当地に開発計画が持ち上がったことから、2011年（平成23年）から2014年（平成26年）にかけてあらためて発掘調査を実施。遺跡地の中央部に縄文中期中葉、西側に後期前葉、東側に晩期後葉の遺構が位置することがわかった。遺跡は2015年（平成27年）10月7日付けで国の史跡に指定。その後、2016年（平成28年）に再度調査が実施され、従来明らかでなかった晩期の遺構の全容が確認された。2018年（平成30年）に史跡の追加指定が行われた。史跡指定地は2018年（平成30年）の追加指定分を含め、39,418.68平方メートルである。

## 遺構

### 概観
前述のとおり、縄文中期中葉、後期前葉、晩期後葉の遺構が確認されている。縄文中期・後期・晩期の3期にわたる遺跡は北陸地方ではまれであり、後期集落跡の面積（約16,000平方メートル）は北陸最大級である。1つの遺跡のなかに、断続的とはいえ、これほど長期間にわたる遺構が確認され、しかも各期の遺構が少しずつ場所を違えて存在する例は、北陸のみならず、日本全国でもまれである。

### 縄文中期の遺構
遺跡中央の平坦地に中期中葉を中心とする集落遺構がある。集落の規模は南北約60メートル、東西約70メートルで、南西方向が開いた馬蹄形をなす。竪穴建物跡13軒が検出され、うち8軒が中期中葉、3軒が中期後葉、残る2軒は正確な時期不明となっている。建物跡にともなう炉は、土器埋設石囲炉2基、土器敷石囲炉1基（以上中期中葉）、複式炉とみられるもの3基、地床炉または石囲炉1基（以上中期後葉）となっている。中期の遺物としては土器のほかに硬玉製の小珠1個、大珠2個が出土している。

### 縄文後期の遺構
遺跡中央の平坦地から西側の緩斜面にかけて、後期前葉を中心とする集落遺構がある。南北約200メートル、東西約120メートルの環状集落で、中心に27×20メートルほどの広場がある。後期の遺構としては、長方形平面の掘立柱建物跡42軒、楕円形建物跡24軒が検出されている。広場の南東隅には、方一間（柱間が正面・側面とも1間）で、長軸140から150センチの柱穴を有する建物跡が検出されており、住居というよりは、なんらかのシンボル的建物とみられる。集落の北端、東端と広場の南端には、墓域と断定はできないが、人骨の散乱する区域がある。

### 縄文晩期の遺構
遺跡東側の緩斜面に晩期後葉を中心とする集落がある。南北約80メートル、東西約70メートルの環状集落で、中心に30×20メートルほどの広場がある。2016年（平成28年）の再調査の結果、亀甲形、五角形、長方形及び落棟式の掘立柱建物跡計55軒が検出された。縄文晩期の集落で、掘立柱建物のみから構成されるものは、日本全国でも珍しい。